# Знайда (мультфільм)
«Знайда» — український анімаційний фільм 1992 року студії Укранімафільм, режисер — Наталя Марченкова.

## Сюжет
Історія про те, як одного разу Миша знаходить дитинча кажана, однак той зовсім не схожий на своїх нових братів та сестру — він спить вниз головою, незграбний, замість недоїдків їсть комах і його заворожує нічне небо, зірки та Місяць. Мишенята глузують з нього, але потім він виростає і рятує свою прийомну мати від кота, завдяки вмінню літати.

## Над фільмом працювали
- Автор сценарію: Юрій Рогоза;
- Кінорежисер: Наталя Марченкова;
- Художник-постановник: Сергій Міндлін;
- Композитор: Володимир Бистряков;
- Кінооператор: Ірина Сергєєва (у титрах І. Сергеєва);
- Звукооператор: Віктор Щиголь;
- Художники-аніматори: Наталя Зурабова, Костянтин Баранов, Наталя Марченкова;
- Асистенти: Г. Фельдман, Н. Антімонова (у титрах Н. Антимонова), Н. Северіна, К. Свиридовська, Тамара Швець;
- Монтаж: Юна Срібницька;
- Редактор: Євген Назаренко;
- Директор знімальної групи: В'ячеслав Кілінський (у титрах Килинський).